# Cubaanse dog

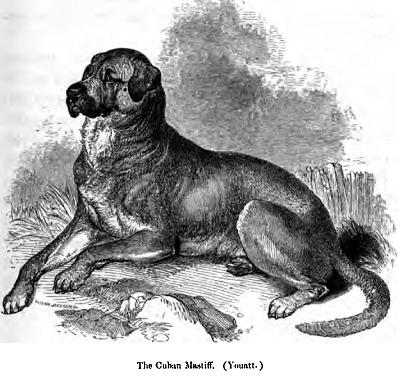
De Cubaanse mastiff

De Cubaanse dog, ook wel de dogo cubano en Cubaanse mastiff is een uitgestorven hondenras. De hond was een type bullmastiff die werd gebruikt voor stieren- en hondengevechten. Het ras werd geïntroduceerd in Cuba om weggelopen slaven te vangen. Na de afschaffing van slavernij hielden de honden op te bestaan.

## Historie
De Cubaanse mastiff ontwikkelde zich vanuit verschillende bulldog-rassen en mastiff-rassen. Ze werden een ideale vecht- en waakhond. Het ras is sinds het einde van de 19e eeuw uitgestorven. Hoewel er geen pure Cubaanse mastiffs meer bestaan, zijn de hedendaagse Cubaanse vechthonden een combinatie van pitbull-achtige honden, de Argentijnse dog en de Córdoba-vechthonden. De moderne afstammeling van de Cubaanse mastiff is groter en sterker en toont veel gelijkenissen met de Amerikaanse pitbullterriër.

## Uiterlijke kenmerken
De grootte van de Cubaanse mastiff was tussen die van een buldog en mastiff in. Hij had medium grote oren. De kop was groot en plat en de snuit was kort en breed. Hij had een zwart gezicht en zwarte poten en lippen. De staart was enigszins kort en spits toelopend. Hij stond bekend om het achtervolgen van slaven.